# El Rosario, San Juan Cancuc
El Rosario är en ort i Mexiko.   Den ligger i kommunen San Juan Cancuc och delstaten Chiapas, i den sydöstra delen av landet, 800 km öster om huvudstaden Mexico City. El Rosario ligger 883 meter över havet och antalet invånare är 440.
Terrängen runt El Rosario är kuperad åt nordost, men åt sydväst är den bergig. Runt El Rosario är det ganska tätbefolkat, med 62 invånare per kvadratkilometer. I omgivningarna runt El Rosario växer i huvudsak städsegrön lövskog.